# Clathria anchorata
Clathria anchorata är en svampdjursart som först beskrevs av Carter 1874.  Clathria anchorata ingår i släktet Clathria och familjen Microcionidae. Arten är reproducerande i Sverige. Inga underarter finns listade i Catalogue of Life.